# José Ernesto Sosa
José Ernesto Sosa (født 19. juni 1985 i Carcarañá, Argentina) er en argentinsk fodboldspiller, der spiller som midtbanespiller hos den tyrkiske klub Trabzonspor. Han har tidligere spillet for Estudiantes i sit hjemland, der var hans første klub som seniorspiller, for Bayern München i Tyskland, for Napoli og AC Milan i Italien samt for ukrainske Metalist Kharkiv . 
Med Bayern München var Sosa med til at vinde både Bundesligaen og DFB-Pokalen i 2008.

## Landshold
Sosa står (pr. 23. marts 2018) noteret for 19 kampe og én scoring for Argentinas landshold, som han debuterede for den 9. marts 2005 i et opgør mod Mexico. Han var blandt andet med til at vinde guld ved OL i Beijing i 2008.

## Titler
Bundesligaen
- 2008 med Bayern München

DFB-Pokal
- 2008 med Bayern München